# Banksia hookeriana
Espèce
Synonymes
- Sirmuellera hookeriana (Meisn.) Kuntze

Statut de conservation UICN

NT : Quasi menacé
Statut CITES
Banksia hookeriana est une espèce de plantes à fleurs de la famille des Proteaceae et du genre Banksia, endémique d'Australie-Occidentale.

## Description

### Appareil végétatif

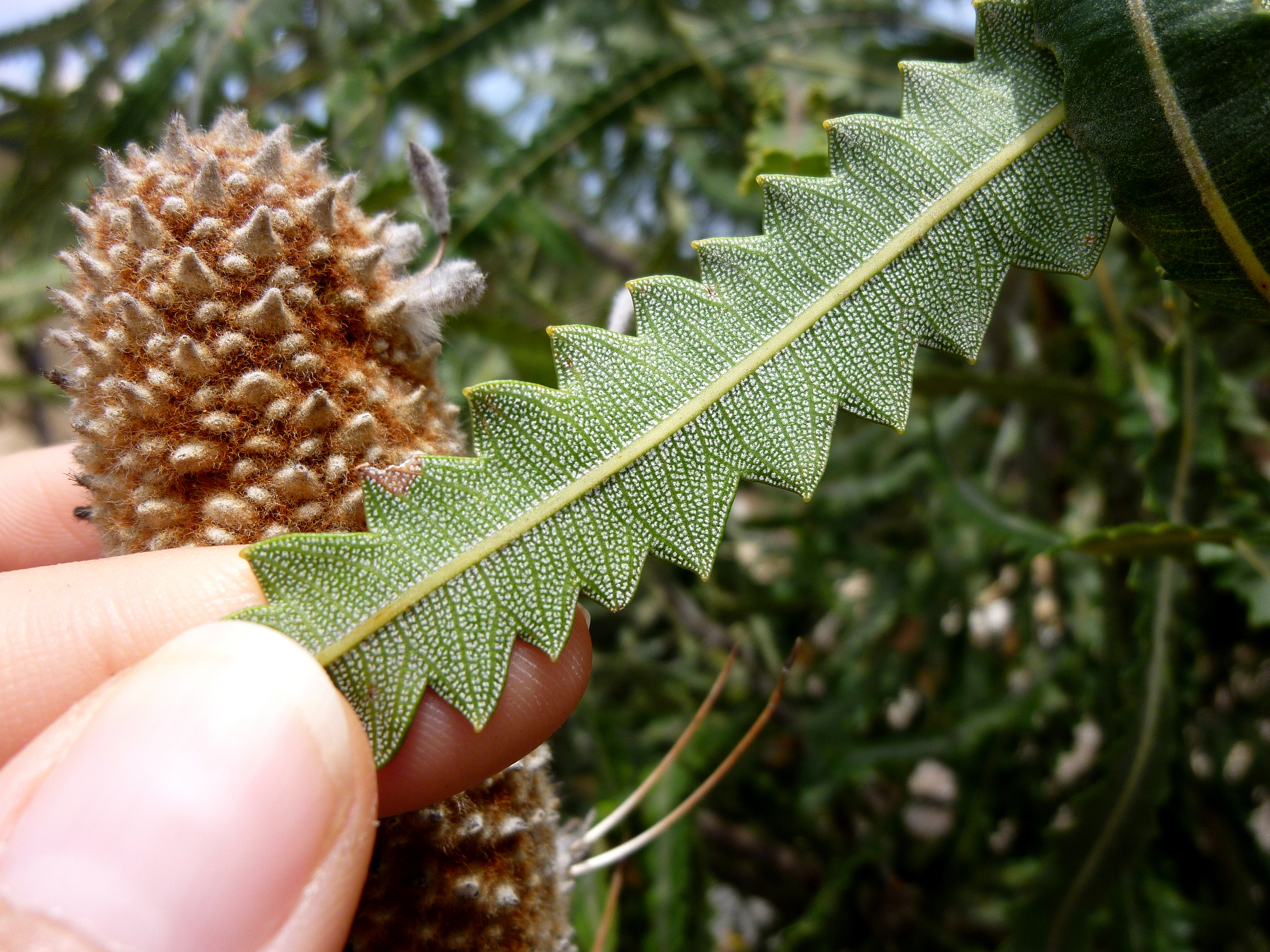
Feuille dentée.

C'est un arbuste mesurant un à trois mètres de haut ; ses ramifications sont poilues. Les feuilles sont pétiolées, alternes, de 90 à 160 mm de long et 4 à 6 mm de large, velues. Le pétiole mesure 15 à 25 mm de long ; le limbe foliaire est plat, une fois divisé, divisé en pennes, profondément divisé, les dents dirigées vers l'extérieur, avec 26 à 36 lobes de chaque côté, les bords plats.

### Appareil reproducteur

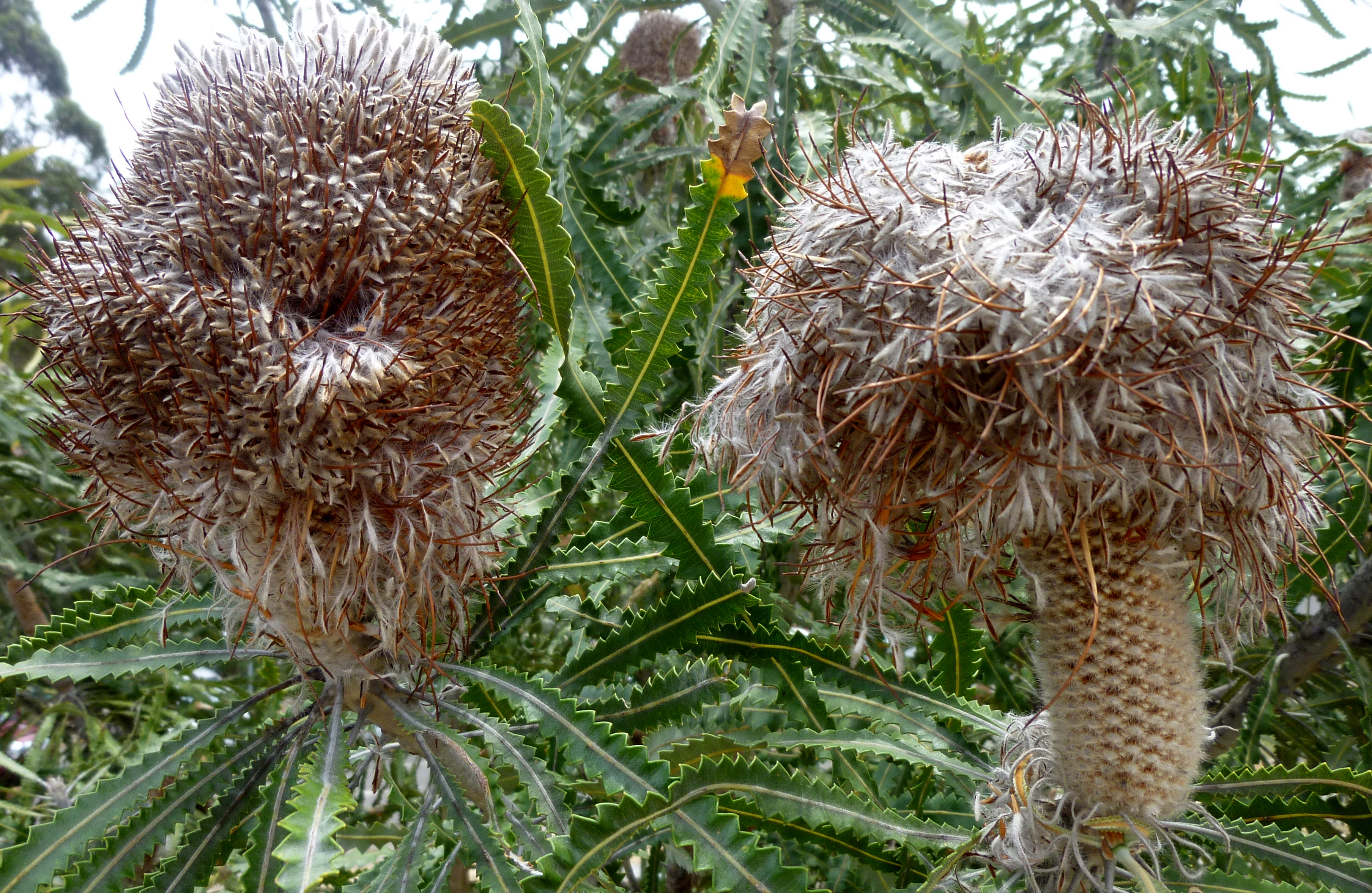
Follicules.

Les inflorescences sont hirsutes (avec des poils longs, rugueux et grossiers), jaunes ou orange ; les bractées les plus internes sont longues de 12 à 16 mm, poilues. Le périanthe, de 32 à 36 mm de long, est poilu sur toute sa surface ; l'apex du limbe est pubescent (avec des poils doux, droits et dressés), sans pointes. Le pistil, de 39 à 43 mm de long, est incurvé, le style glabre. Les fruits sont des follicules poilus, hirsutes (avec des poils longs, rugueux et grossiers), elliptiques, mesurant 18 à 20 mm de long.

## Écologie
L'arbre fleurit en avril, mai, juin, juillet, août, septembre ou octobre. Il pousse dans le sable blanc ou jaune profond, formant de grands buissons. Les populations, sujettes aux incendies, se régénèrent à partir des graines.

## Systématique
L'espèce est décrite en premier en 1855 par le botaniste suisse Carl Meissner, qui la classe dans le genre Banksia sous le basionyme Banksia hookeriana. En 1891, le botaniste saxon Otto Kuntze renomme l'espèce dans le genre Sirmuellera, sous le synonyme Sirmuellera hookeriana. Le nom correct reste cependant Banksia hookeriana.

## Menaces et conservation
Des activités d'exploration minière de gaz et de sable ont lieu au sein de l'aire de répartition de l'espèce. Son habitat est affecté par l'entretien des routes. Le feu est une menace pour cette espèce qui se régénère à partir de graines. L'espèce est aussi sensible à Phytophthora cinnamomi, un oomycète vivant dans les sols humides, qui provoque chez les plantes infectées des symptômes de pourriture des racines ou de mort de la cime. La récolte des fleurs sauvages est également un problème pour cette espèce, qui est utilisée de manière intensive dans les plantations pour ses fleurs et fait l'objet d'exportations internationales.
Banksia hookeriana a une répartition très restreinte en Australie occidentale (808 km2), et l'étendue et de la qualité de son habitat sont en déclin continu, à cause de l'entretien des routes et des activités minières. Cependant, le nombre d'emplacements ne peut être déterminé et la population n'est pas gravement fragmentée. Elle est donc classée comme quasi-menacée (NT) par l'UICN (6 novembre 2021).